# Democracia é saúde
"Democracia é Saúde", ou "Saúde é Democracia", foi um lema do Movimento Sanitário Brasileiro, que expressava um dos seus princípios, a ideia de que o direito universal à saúde deveria vir acompanhado da garantia de igualdade de direitos políticos. O médico sanitarista, Sérgio Arouca, um dos líderes do movimento, escolheu a frase para dar título ao discurso histórico que proferiu na abertura da 8.ª Conferência Nacional de Saúde, em março de 1986. Este evento, que lançou as bases para a criação do Sistema Único de Saúde, foi realizada no primeiro ano após o fim da ditadura militar brasileira e reuniu mais de 4 mil delegados, incluindo representantes da sociedade civil, o que simbolizou o início da participação popular na discussão das políticas públicas de saúde. Em seu pronunciamento, Arouca discorre sobre o significado da sentença:
E foi neste sentido que se cunhou uma frase da maior importância: "Saúde é democracia". Isto é, passou-se a perceber que não era possível melhorar o nível de vida da nossa população enquanto persistisse, neste País, um modelo econômico concentrador de renda e um modelo político autoritário. Para romper o ciclo econômico que levava nossa população a viver cada vez mais em piores condições, um passo preliminar era a conquista da democracia. O problema não era técnico, não era imaginar que não tivéssemos conhecimentos, técnicas e profissionais para resolver o problema de saúde. O problema era de decisão política, e a política não colocava como prioritária a questão social. O que a política colocava como prioritário era o enriquecimento e a concentração de renda, mas nunca a melhoria de vida do nosso povo. Portanto, o lema que surgiu dentro do sistema de saúde durante os últimos anos – "democracia é saúde" – significava que, para se conseguir começar, timidamente, a melhorar as condições de saúde da população brasileira, era fundamental a conquista de um projeto de redemocratização deste País.— Sérgio Arouca, na abertura da 8.º Conferência Nacional de Saúde, Brasília, março de 1986.
Em seu discurso de posse no Ministério da Saúde, em 2 de janeiro de 2023,  Nísia Trindade Lima citou o termo, fazendo referência ao pronunciamento de Sérgio Arouca. O tema da 16.ª Conferência Nacional de Saúde, realizada em agosto de 2019, foi "Democracia é Saúde", propondo uma recuperação do emblema.